# Dedekindův obor
Dedekindův obor (případně Dedekindův okruh) je pojem z abstraktní algebry. Jedná se o takový obor integrity, ve kterém se každý vlastní ideál rozkládá na prvoideály a to až na přerovnání jednoznačně. Dedekindovy obory jsou pojmenovány podle matematika Richarda Dedekinda.
Protože v tělese jsou všechny nenulové prvky invertibilní (a tedy tělesa nemají žádné vlastní ideály) a navíc jsou všechna tělesa zároveň obory integrity, splňuje výše formulované podmínky Dedekindova oboru triviálním způsobem každé těleso. Při zkoumání vlastností Dedekindových oborů je ovšem běžné definičně upravit, že tělesa nejsou počítána mezi Dedekindovy obory, nebo je u jednotlivých vět poznamenáváno, že důkaz je prováděn pro ty Dedekindovy obory, které nejsou tělesy.

## Ekvivalentní definice
Pro obor integrity {\displaystyle R}, který není tělesem, jsou následující podmínky ekvivalentní:
1. Každý nenulový vlastní ideál se rozkládá na prvoideály
2. {\displaystyle R} je noetherovský a lokalizace v každém maximálním ideálu je diskrétní valuační okruh
3. Každý lomený ideál okruh {\displaystyle R} je invertibilní.
4. {\displaystyle R} je celistvě uzavřený noetherovský obor, který má Krullovu dimenzi rovnou jedné (tedy každý nenulový prvoideál je maximální).

## Příklady
- Každý obor hlavních ideálů je i Dedekindovým oborem.
- Všechny okruhy celistvých čísel jsou Dedekindovými obory.